# Joh van Zoest
Joh van Zoest (Rotterdam, 31 juli 1955) is een Nederlands voormalig voetballer. De middenvelder speelde in Nederland voor Sparta Rotterdam en De Graafschap. In het buitenland speelde hij voor South China AA in Hongkong en West Riffa in Bahrein. Van Zoest had al gedurende zijn gehele carrière als profvoetballer een herenmodezaak in Lekkerkerk. Van 2001 tot in 2021 had hij een eetcafé in Krimpen aan den IJssel.